# (6028) 1994 ER1
(6028) 1994 ER1 (1994 ER1, 1969 EH, 1981 AS1, 1987 QQ3, 1987 SQ26, 1991 RO13, 1991 SQ1) — астероїд головного поясу, відкритий 11 березня 1994 року.
Тіссеранів параметр щодо Юпітера — 3,399.